# Kukačka zelená
Kukačka zelená (Carpococcyx viridis) je velký druh kukačky, která se endemitně vyskytuje v Barisanském pohoří na indonéském ostrově Sumatra.

## Systematika
Druh formálně popsal italský zoolog Tommaso Salvadori v roce 1879. Jedná se o monotypický taxon, tzn. netvoří žádné poddruhy. Druhové jméno viridis v latině znamená „zelený“.
Taxon byl po dlouhou dobu považován za konspecifický (náležící ke stejnému druhu) s kukačkou bornejskou (Carpococcyx radiceus), avšak v roce 1995 byl uznán za samostatný druh. Od svého objevení v roce 1878 do roku 1995 byla kukačka zelená známa jen z devíti exemplářů, přičemž osm z nich bylo nalezeno v Barisanského pohoří na východě Sumatry. Kukačka bornejská se přitom vyskytuje hlavně v nížinaté krajině, je asi o 20 % větší než kukačka zelená a podstatné rozdíly se najdou i v opeření. Mezi lety 1916–1997 kukačka zelená zcela unikala pozornosti vědců a věrohodný záznam z roku 1997, kdy se kukačku podařilo odchytit a vyfotografovat, byl považován za první po 81 letech.

## Výskyt
Kukačka zelená je endemická Sumatře, kde je známa pouze z Barisankého pohoří na jižní straně ostrova. Stanoviště druhu tvoří předhorské a kopcovité oblasti zhruba mezi 300–1400 m n. m. Od svého znovuobjevení v roce 1997 byla několikrát spatřena a vyfotografována.

## Popis
Tento statný druh kukačky dosahuje délky těla kolem 55 cm. Křídla jsou zakulacená, stejně jako ocas. Nohy jsou dlouhé a silné, statný zobák je převážně nazelenalý, avšak báze je namodralá. Duhovky jsou rudé až rudohnědé. Oblast kolem očí je neopeřená a ukazuje se tak nápadně zbarvená kůže, která je za okem vínově červená, nad okem zelená a před okem světle modrá. Nohy jsou zelené až šedozelené. Dospělec má hlavu, svrchní partie včetně křídel a ocasu leskle zelené. Hruď je matně zelená, zbytek spodiny žlutohnědý s tmavě hnědým proužkováním.
Nedospělý jedinec má hnědou hlavu a spodinu, křídla a ocas zelenočerné. Duhovky jsou tmavě šedé a odkrytá oblast holé kůže kolem očí je značně redukována. Zobák nedospělce je tmavě hnědě zelený, spodní čelist je světlejší. Nohy jsou tmavě šedé.

## Biologie
Jedná se o skrytě žijícího, velmi vzácného ptáka, o jehož biologii je známo jen absolutní minimum informací. Žije při zemi. Živí se patrně malými obratlovci a většími bezobratlými živočichy. K zahnízdění dochází snad v první polovině roku. Vydává zvuk heh heh heh heh připomínající kašlání nebo hlasité tok-tor.

## Ohrožení a početnost
Mezinárodní svaz ochrany přírody (IUCN) považuje druh za kriticky ohrožený. Kukačka má totiž extrémně malý areál rozšíření i populaci, která se odhaduje na 70–400 jedinců. Hlavní hrozbu druhu představuje ničení původních lesů za účelem získávání zemědělské půdy. Druh ohrožují i místní lovci, kteří se sice primárně zaměřují na jiné při zemi žijící druhy jako je kur bankivský, nicméně do jejich ok se prokazatelně zachytávají i kukačky zelené, které stejně jako kuři sbírají potravu při procházení lesní podlážky.